# Guioa hirsuta
Guioa hirsuta är en kinesträdsväxtart som beskrevs av P.C. van Welzen. Guioa hirsuta ingår i släktet Guioa och familjen kinesträdsväxter. Inga underarter finns listade i Catalogue of Life.